# 사라진 귀부인
《사라진 귀부인》(프랑스어: Escamotage d'une dame chez)은 조르주 멜리에스가 만든 초기 무성 영화이다.